# Xã Spring Grove, Quận Roberts, Nam Dakota
Xã Spring Grove (tiếng Anh: Spring Grove Township) là một xã thuộc quận Roberts, tiểu bang Nam Dakota, Hoa Kỳ. Năm 2010, dân số của xã này là 123 người.